# Fatinitza
Versions successives
- Version française d'Alfred Delacour et Victor Wilder
- Version moderne en 1950 d'Eduard Rogati et Bruno Uher

Personnages
- Le comte Timofey Kantschukoff, général bulgare
- La princesse Lydia, sa nièce (Soprano)
- Izzet Pacha, gouverneur de la forteresse d'Ipsala (rôle parlé)
- Vladimir Mikhaïlov, lieutenant bulgare (Ténor)
- Julian von Golz, journaliste allemand (ténor-bouffe)
- Manja, une cantinière (soubrette)
- Officiers, soldats, les  femmes du harem, des danseurs, des gens (chœur, ballet)

Airs
- Wie schade, Silberglöckchen klingt so helle (Valse)
- Reich mir die Hand
- Ich bin verrückt nach dir (Duo, marche)

 (novembre 2023).
Si vous disposez d'ouvrages ou d'articles de référence ou si vous connaissez des sites web de qualité traitant du thème abordé ici, merci de compléter l'article en donnant les références utiles à sa vérifiabilité et en les liant à la section « Notes et références ».
Fatinitza est une opérette en trois actes de Franz von Suppé d'après un livret de Camillo Walzel et de Richard Genée, donnée pour la première fois le 5 janvier 1876 au Carltheater, à Vienne. Alfred Delacour et Victor Wilder signèrent une adaptation en français, donnée pour la première fois en 1879 au théâtre des Nouveautés, à Paris (Félix Coveliers fit aussi une traduction). En 1950, Eduard Rogati (texte) et Bruno Uher (musique) présentent au Staatstheater am Gärtnerplatz de Munich une version très modernisée. Les représentations les plus récentes se sont voulues respectueuses de la première version.

## Synopsis
L'opérette se déroule en Turquie et à Odessa durant la guerre de Crimée entre 1853 et 1856.

### Premier acte
Décor : Campement des Bulgares
Julian de Golz, un journaliste pour un journal allemand, se rend dans l'hiver 1877, chez son ami Vladimir Mikhaïlov. Celui-ci est le lieutenant des troupes bulgares qui assiègent la forteresse turque d'İpsala. Fièrement Vladimir raconte à son ami comment une histoire d'amour malheureuse l'année passée lui a donné l'idée d'une pièce :
1876, à Tarnovo. Vladimir rencontre la princesse Lydia et en tombe fou amoureux. De même, la jeune fille n'est pas insensible. Tous deux voudraient bien se connaître, mais Lydia est toujours gardée par son oncle, le général Kantschukoff. Julian lui conseille d'aller la voir par une ruse. Déguisé en Fatinitza, une jeune fille turque, il se fera employé comme femme de ménage par la famille noble. Le général est ravi de son choix, lorsque l'Orientale lui montre bien des égards. Vladimir se rend vite compte de l'ardeur du général pour la bonne. Elle doit lui dire au revoir.
1877. Le drame de Vladimir va être créé dans le camp avec lui dans le rôle principal. Il est déguisé en fille lorsque le général entre dans le camp par surprise. En voyant Fatinitza, l'officier tombe amoureux de la Turque. Par chance, Lydia accompagne son oncle et parvient à s'en défaire. Mais les Turcs entrent dans le camp et enlèvent Lydia et Fatinitza.

### Second acte
Décor : Dans la forteresse turque
Izzet Pacha, le gouverneur de la forteresse d'İpsala, veut voir les prisonnières. Il est charmé par la beauté de Lydia et veut la faire rentrer dans son harem. Vladimir alias Fatinitza trouve l'opportunité de révéler à Lydia sa véritable identité. En voyant les autres femmes du harem être jalouses, ils élaborent un plan d'évasion. Ils sont soutenus par Manja, la cantinière. Alors que le Pacha se réjouit d'avoir un tête-à-tête avec sa nouvelle conquête, il découvre alors qu'elle et sa compagne ont disparu.
Peu après, Vladimir retourne à la forteresse, cette fois dans son uniforme de lieutenant et des soldats lourdement armés derrière lui. Acculé, le pacha n'a pas d'autre choix que de capituler.

### Troisième acte
Décor : Dans la maison du comte Kantschukoff
Quelques semaines plus tard, Vladimir cherche à revoir son amante. Avec Manja et Julian, il la cherche au hasard dans Tarnovo. Mais ce qu'il entend lui donne un choc : À la demande de son oncle, Lydia va se marier un officier de son armée. La cantinière trouve une brillante idée : écrire une lettre pour demander une visite de Fatinitza. Mais à la place de Fatinitza, Vladimir se présente comme le frère de la jeune fille turque. Dans ces circontstances, une grande réception se prépare pour la recevoir. Le général fait une promesse : il accepte le mariage entre Vladimir et Lydia si lui-même s'unit à Fatinitza. Vladimir accepte sans trop réfléchir. Après quelques minutes, il se tient devant la porte, habillé en Fatinitza. Au moment où le général lui baise la main, Vladimir enlève sa perruque. Le général est tellement stupéfait qu'il n'a pas d'objection à l'union des deux jeunes personnes.

## Postérité
Le 1er janvier 2021, la Marche est jouée lors du concert du nouvel an à Vienne dirigé par le chef d'orchestre italien Riccardo Mutti.